# Susanne Popp (Musikwissenschaftlerin)

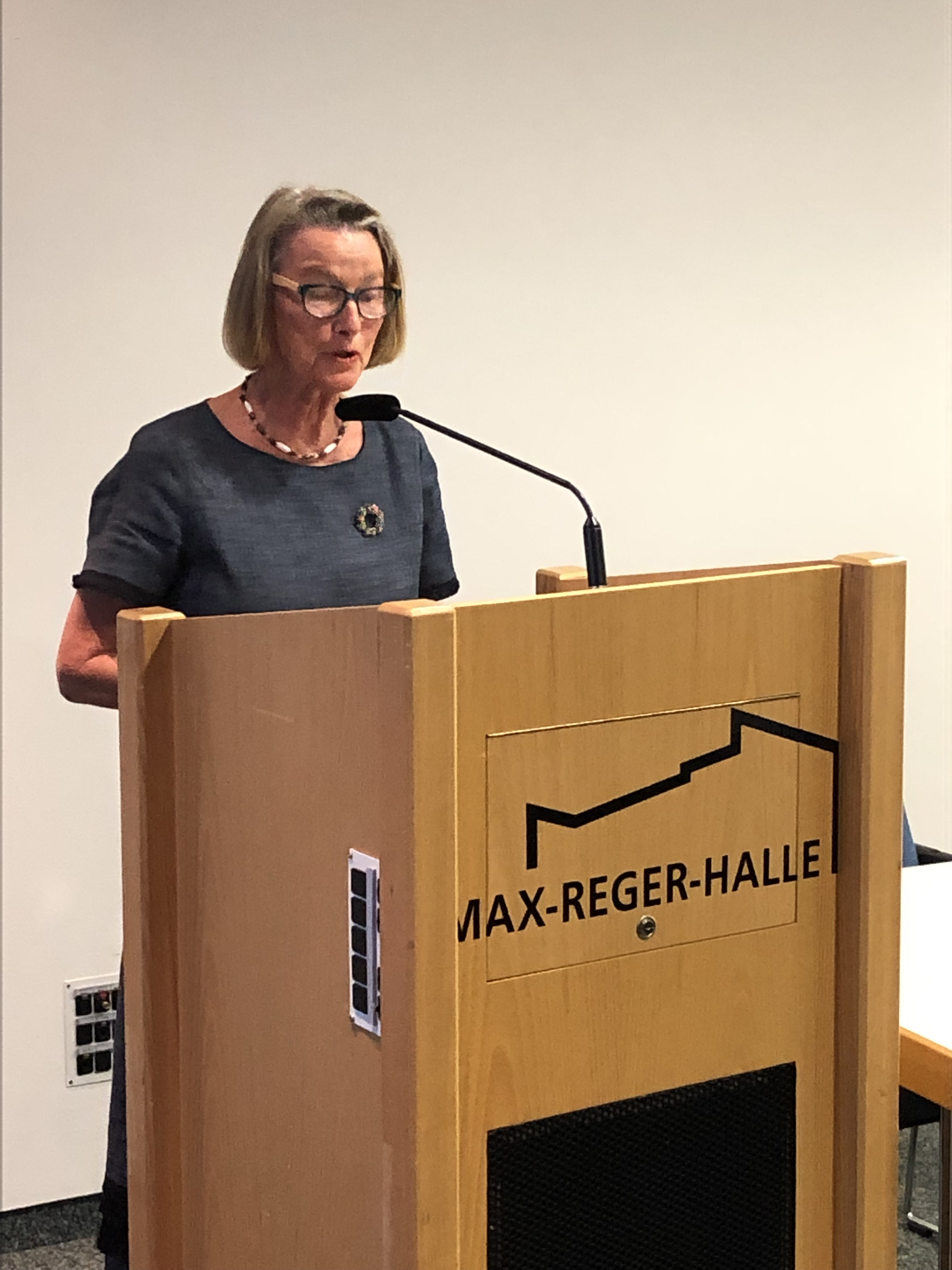
Susanne Popp

Susanne Popp (geb. Stalmann; * 26. November 1944 in Mühlhausen/Thüringen) ist eine deutsche Musikwissenschaftlerin. Von 1981 bis September 2019 war sie Leiterin des Max-Reger-Instituts.

## Leben
Popp studierte ab 1963 an der Universität Bonn Musikwissenschaften, Mathematik und Pädagogik. 1971 promovierte sie mit Untersuchungen zu Robert Schumanns Chorwerken. Im Anschluss hielt sie sich zwei Jahre lang mit ihrem Mann Manfred Popp in Israel auf. Nach ihrer Rückkehr nach Deutschland wurde sie 1973 freie Mitarbeiterin des Max-Reger-Instituts in Bonn. 1981 wurde sie zu dessen Leiterin bestellt. Unter ihrer Führung entwickelte sich das Institut zu einem weltweit anerkannten Zentrum der Forschung über Max Reger. Seit 2008 ist sie Ko-Editionsleiterin der von der Akademie der Wissenschaften und der Literatur Mainz geförderten wissenschaftlich-kritischen Hybrid-Ausgabe von Werken Max Regers.
Sie veröffentlichte zahlreiche Arbeiten zum Leben und Werk des deutschen Komponisten, darunter:
- Kommentierte Editionen von Regers Briefwechseln u. a. mit den Verlagen Lauterbach & Kuhn, C. F. Peters und N. Simrock

- Thematisch-chronologisches Verzeichnis der Werke Max Regers und ihrer Quellen, Henle-Verlag, München 2010
- Berufung und Verzicht – Fritz Busch und Richard Wagner, Dohr-Verlag, Köln 2013
- Max Reger – WERK STATT LEBEN. Biographie, Verlag Breitkopf & Härtel, Wiesbaden 2015.

Ihre Forschungstätigkeit verbindet sie mit Musikvermittlung durch Gesprächskonzerte und Musikausstellungen.
Neben ihrer Tätigkeit im Institut war sie von 1999 bis 2020 Mitglied im Vorstand des Arbeitskreises selbständiger Kultur-Institute e.V. – AsKI. 2002 wurde sie außerdem stellvertretende Vorstandsvorsitzende des gemeinnützigen Vereins „Yehudi Menuhin Live Music Now“, Oberrhein. Im April 2003 wurde sie zur Honorarprofessorin der Hochschule für Musik Karlsruhe ernannt.
Für ihre hervorragenden Leistungen auf dem Gebiet der Musikwissenschaft sowie ihr langjähriges Engagement im künstlerisch-sozialen Bereich wurde ihr 2007 das Bundesverdienstkreuz am Bande verliehen.